# Piper Laurie

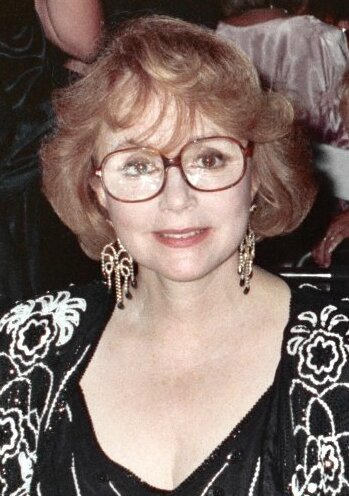
Piper Laurie bei den Emmy Awards 1990

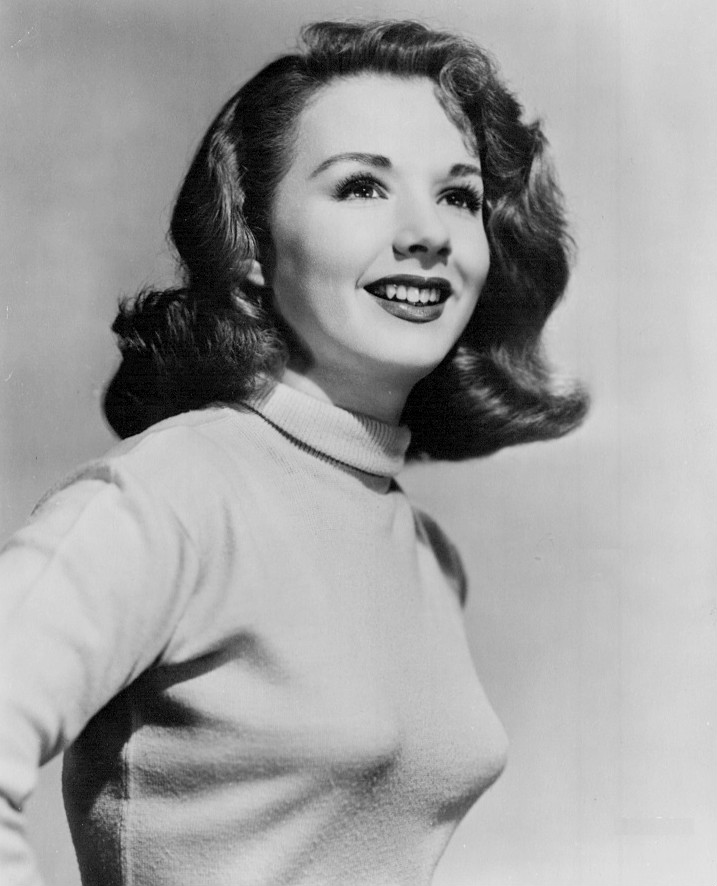
Piper Laurie (1951)

Piper Laurie (* 22. Januar 1932 als Rosetta Jacobs in Detroit, Michigan; † 14. Oktober 2023 in Los Angeles, Kalifornien) war eine US-amerikanische Schauspielerin. Sie wurde mit Rollen in Filmen wie Haie der Großstadt, Carrie und Gottes vergessene Kinder sowie in Fernsehserien wie Twin Peaks bekannt. Im Laufe ihrer fast siebzigjährigen Karriere wurde sie mit dem Emmy und dem Golden Globe ausgezeichnet und für drei Oscars nominiert.

## Biografie
Laurie wurde 1932 unter dem bürgerlichen Namen Rosetta Jacobs als Tochter jüdischer Eltern in Detroit geboren; die Familie ihres Vaters war polnisch-jüdischer Herkunft, die ihrer Mutter russisch-jüdischer. Im Alter von sechs Jahren zog sie mit ihnen nach Los Angeles. Sie besuchte dort eine Schauspielschule und unterzeichnete im Alter von 17 Jahren einen Vertrag mit den Universal Studios, die ihr auch den Künstlernamen Piper Laurie gaben. Ihr erster Film war 1950 Alter schützt vor Liebe nicht, dessen Hauptrolle Ronald Reagan spielte.
Piper Laurie spielte dann einige Jahre Hauptrollen in anspruchslosen Universal-Filmen, meist Komödien oder Abenteuerfilme, unter anderem an der Seite von Rock Hudson und Tony Curtis. Bei Universal wurde sie vor allem in Rollen als „unschuldiges Mädchen von nebenan“ besetzt. 1955 zog sie, unzufrieden mit den ihr in Hollywood angebotenen Rollen, nach New York. Sie spielte dort in Fernsehaufführungen klassischer Bühnenstücke mit (beispielsweise in Was ihr wollt von William Shakespeare), die in Sendereihen wie The Hallmark Hall of Fame oder Playhouse 90 live übertragen wurden. 1961 kehrte sie nach Hollywood zurück, um die Hauptrolle in dem Robert-Rossen-Film Haie der Großstadt (The Hustler) als Geliebte von Paul Newman zu spielen. Für diese Rolle wurde sie für den Oscar als beste Hauptdarstellerin nominiert.
Trotz dieses Erfolges blieben anschließend die großen Rollenangebote in Hollywood aus. Mit ihrem Mann zog sie nach Woodstock. In der folgenden Zeit spielte sie hauptsächlich am Theater sowie gelegentlich im Fernsehen. 1976 hatte Laurie ein erneutes Comeback in Hollywood, als sie die fanatisch religiöse Mutter der Titelfigur in Carrie – Des Satans jüngste Tochter, Brian De Palmas Verfilmung des Romans Carrie von Stephen King, verkörperte. Ihre Darstellung wurde mit einer weiteren Oscar-Nominierung belohnt, dieses Mal in der Kategorie Beste Nebendarstellerin. Eine dritte Oscar-Nominierung, erneut als beste Nebendarstellerin, erhielt sie 1987 für ihre Darstellung der Mutter einer gehörlosen Frau in dem Filmdrama Gottes vergessene Kinder (Children of a Lesser God).
Neben Kinofilmen war Laurie ab den 1970er-Jahren auch häufiger in Serien zu sehen, so 1983 in der erfolgreichen Miniserie Die Dornenvögel in der Rolle der Anne Mueller. 1987 erhielt sie für ihren Auftritt im Fernsehfilm Promise neben James Garner den Emmy als beste Nebendarstellerin in einem Fernsehfilm. In David Lynchs Fernsehserie Twin Peaks (1990–1991) spielte sie die intrigante Catherine Martell, was ihr gleich zwei Emmy-Nominierungen einbrachte, zunächst als beste Hauptdarstellerin und im Folgejahr als beste Nebendarstellerin. Außerdem gewann sie für diese Rolle 1991 einen Golden Globe Award.
In den 1990er-Jahren spielte Laurie in weiteren Kinofilmen, etwa als Tante Dolly in der Truman-Capote-Adaption Die Grasharfe (1995) oder als mordende Lehrerin in dem Horrorfilm The Faculty (1998). Weiterhin wirkte sie an diversen Serien mit und erhielt für einen Gastauftritt in der Sitcom Frasier eine weitere Emmy-Nominierung. Ab den 2000er-Jahren wirkte sie vor allem an Independentfilmen mit. 2018 war sie in dem Kriminalfilm White Boy Rick als Mutter von Matthew McConaugheys Hauptfigur zu sehen, was ihre letzte Spielfilmrolle darstellte.
Von 1962 bis zur Scheidung 1982 war sie mit dem Filmkritiker und Pulitzer-Preisträger Joe Morgenstern (* 1932) verheiratet. 1971 wurde eine Tochter geboren. Seit der Scheidung von ihrem Mann lebte sie in Südkalifornien. 2011 veröffentlichte sie ihre Autobiografie Learning to Live Out Loud: A Memoir in Buchform. Sie starb im Oktober 2023 im Alter von 91 Jahren in Los Angeles.

## Filmografie
- 1950: Alter schützt vor Liebe nicht (Louisa)
- 1950: The Milkman
- 1951: Die Diebe von Marschan (The Prince Who Was a Thief)
- 1952: Hat jemand meine Braut gesehen? (Has Anybody Seen My Gal?)
- 1952: Der Sohn von Ali Baba (Son of Ali Baba)
- 1952: No Room for the Groom
- 1953: Das goldene Schwert (The Golden Blade)
- 1953: Die Welt gehört ihm (The Mississippi Gambler)
- 1954: Blut im Schnee (Dangerous Mission)
- 1955: Rauchsignale (Smoke Signal)
- 1957: Land ohne Männer (Until They Sail)
- 1961: Haie der Großstadt (The Hustler)
- 1976: Carrie – Des Satans jüngste Tochter (Carrie)
- 1977: Blutige Ruby – Der Geist des Todes (Ruby)
- 1978: Judy Garland – Lehrjahre eines Hollywood-Stars (Rainbow)
- 1979: Tim
- 1981: Der Bunker (The Bunker)
- 1983: Die Dornenvögel (The Thorn Birds, Miniserie, 3 Folgen)
- 1985: Oz – Eine fantastische Welt (Return to Oz)
- 1985: Twilight Zone (The Twilight Zone, Fernsehserie, Folge 1x08)
- 1985: Mord ist ihr Hobby (Murder, She Wrote, Fernsehserie, Folge 1x20)
- 1986: Matlock (Fernsehserie, Folge 1x02)
- 1986: Gottes vergessene Kinder (Children of a Lesser God)
- 1986: Trage deines Bruders Bürde (Promise)
- 1988: Dirty Tiger (Tiger Warsaw)
- 1988: Rendezvous mit einer Leiche (Appointment with Death)
- 1988: Licht am Ende des Tunnels (Go Toward the Light)
- 1989: Dream a Little Dream
- 1990: Twin Peaks (Fernsehserie, 27 Folgen)
- 1991: Das Geld anderer Leute (Other People’s Money)
- 1992: Storyville
- 1992: Auf der Suche nach dem Glück (Rich in Love)
- 1993: Walter & Frank – Ein schräges Paar (Wrestling Ernest Hemingway)
- 1993: Aura (Trauma)
- 1994/1999: Frasier (Fernsehserie, 2 Folgen)
- 1995: Die Grasharfe (The Grass Harp)
- 1995: Verkauft und gedemütigt (Fighting For My Daughter, Fernsehfilm)
- 1995/1996: Emergency Room – Die Notaufnahme (ER; Fernsehserie, 2 Folgen)
- 1996: Diagnose: Mord (Fernsehserie, Folge Ein Lehrer kommt um)
- 1997: Ein Hauch von Himmel (Touched by an Angel; Fernsehserie, Folge Venice)
- 1997: Intensity – Allein gegen den Killer (Intensity, Fernsehfilm)
- 1998: The Faculty
- 1999: Palmer’s Pickup – Ein abgefahrener Trip (Palmer’s Pick-Up)
- 1999: Wer Sturm sät (Inherit the Wind; Fernsehfilm)
- 2000: Vom Teufel besessen (Possessed)
- 2000: Will & Grace (Fernsehserie, Folge 2x21 There But for the Grace of Grace)
- 2001: Law & Order: New York (Law & Order: Special Victims Unit, Fernsehserie, Folge 3x09)
- 2004: Eulogy – Letzte Worte (Eulogy)
- 2005: Cold Case – Kein Opfer ist je vergessen (Cold Case, Fernsehserie, Folge 2x22)
- 2006: Dead Girl (The Dead Girl)
- 2006: Bad Blood
- 2007: Hounddog
- 2009: Saving Grace B. Jones
- 2010: Hesher – Der Rebell (Hesher)
- 2010: Another Harvest Moon
- 2012: Bad Blood... the Hunger
- 2018: MacGyver (Fernsehserie, Folge 2x20 Entführung im Wolkenkratzer)
- 2018: Snapshots
- 2018: White Boy Rick

## Auszeichnungen
- 1962: Oscar-Nominierung als Beste Hauptdarstellerin in Haie der Großstadt (The Hustler)
- 1976: Oscar-Nominierung als Beste Nebendarstellerin in Carrie – Des Satans jüngste Tochter (Carrie)
- 1987: Oscar-Nominierung als Beste Nebendarstellerin in Gottes vergessene Kinder (Children of a Lesser God)
- 1987: Emmy als Beste Nebendarstellerin in einer Miniserie oder einem Fernsehfilm in Trage deines Bruders Bürde (Promise)
- 1991: Golden Globe Award als Beste Nebendarstellerin in einer Fernsehserie, einer Miniserie oder einem Fernsehfilm in Twin Peaks